# نانانو آ را
نانانو آ را (بالإنجليزية: Nananu-i-Ra)‏ في الأساطير الفيجية إن نانانو آ را هي نقطة انطلاق الأرواح المنكوبة التي تغادر هذا العالم للحياة الآخرة. وهي جزيرة في فيجي تبعد عنها 3 كيلومترات. 